# ميلوس سفيتكوفيتش
ميلوس سفيتكوفيتش (بالصربية: Милош Цветковић)‏ هو لاعب كرة قدم صربي في مركز الدفاع، ولد في 6 يناير 1990 في بلغراد في صربيا. شارك مع منتخب صربيا تحت 19 سنة لكرة القدم. أما مع النوادي، فقد لعب مع النجم الأحمر بلغراد وراد بيوغراد وليفسكي صوفيا ونابريداك كروشيفاتس وهايدوك كولا.

## وصلات خارجية
- ميلوس سفيتكوفيتش على موقع الاتحاد الأوربي (الإنجليزية)
- ميلوس سفيتكوفيتش على موقع قاعدة بيانات كرة القدم.إي يو (الإنجليزية)
- ميلوس سفيتكوفيتش على موقع Soccerbase.com (لاعب) (الإنجليزية)
- ميلوس سفيتكوفيتش على موقع Soccerway.com (الإنجليزية)